# اتحادیه دموکراسی
اتحادیه دموکراسی (انگلیسی: Union democracy) اتحادیه دموکراسی یک اصطلاح است که به اداره اتحادیه‌های کارگری اطلاق می‌شود، در اتحادیه دموکراسی شیوه انتخابات بگونه‌ای باید باشد که منافع اعضا از جانب مدیران اتحادیه به‌طور دقیق و حداکثر رعایت شود.

## تئوری
در سال ۱۹۱۱ یک جامعه‌شناس آلمانی بنام روبرت میشل گفت که عاقبت کار کلیه سازمان‌های دموکراتیک به اولیگارشی می‌انجامد. علت آن هم تعداد و ابعاد سازمان‌های جدید است ویا نیازهای تخصصی مقامات و ضرورت اینکه در این تقسیم کار به یک عده متخصص نیاز می‌شود که تلاش می‌کنند که خواست و نیات رهبران خود را درک و پیاده کنند. میشل استدلال می‌کرد که این (نوع سازمان‌های دموکراتیک) توسط قوانین آهنین اولیگارشی بلعیده می‌شوند. تمام گروه‌ها بدون در نظر گرفتن اینکه چقدر درابتدا دموکراتیک بودند یا نبودند در نهایت و به‌ناچار به‌دامن اولیگارشی و بوروکراسی می‌افتند. میشل خودش بعد از اینکه از حزب سوسیال دموکراتیک آلمان اخراج شد به ایتالیا مهاجرت کرد و به حزب فاشیست موسولینی پیوست. با این حال ایده او بعد از جنگ جهانی دوم محبوبیت و طرفدارانی پیدا کرد مخصوصاً بعد از اینکه توسط سه نفر بنام‌های سیمور مارتنین لیپست، ترو و جیمز ساموئل کولنا با انتشار کتابی با عنوان اتحادیه دموکراسی: سیاست‌های داخلی اتحادیه بین‌المللی چاپگران (۱۹۵۷) ایده او را رسانه‌ای کردند. در این کتاب اتحادیه بین‌المللی چاپگران ITU را از قانون عمومی میشل مستثنی می‌کنند، و اینکه شرایط ایجاب می‌کند که در درون اتحادیه‌ها یک اپوزیسیونی در مقابل رهبری اتحادیه شکل بگیرد تا به آن دموکراسی گفته شود. این بستگی به این دارد که رهبری کانال‌های ارتباطی خود را انحصاری نکند. لیپست و سایر همکاران او درک خود از دموکراسی را به وجود اپوزیسیون تشکل یافته محدود کرده‌اند. آن‌ها نسبت به شرایط اتحادیه ITU (اتحادیه بین‌المللی چاپگران) که آن را دموکراتیک ساخته‌است شک کردند، که اتوماتیکمان در سایر اتحادیه‌ها علائم خود را بارز می‌کند. در پی این موضوع بود که در سال ۱۹۵۹ ایالات متحده آمریکا قانون Landrum-Griffin را گذراند تا اصول دموکراسی در اتحادیه‌ها را حاکم کند.

## قانون
- سازمان بین‌المللی کار- آزادی انجمن و حفاظت حق تشکیل کنوانسیون.
- گزارشگری مدیریت کار و افشای اطلاعات، قانون شماره ۸۷ سال ۱۹۴۸ آمریکا.
- اتحادیه تجارت قانون سال ۱۹۸۴ که هم‌اکنون در قانون اتحادیه تجارت و روابط کار سال ۱۹۹۲شماره ۷۲ بریتانیا منعکس است.[۳]

## اصول
اصول شامل:
- مکرراً، انتخابات بحث‌برانگیز و رقابتی بین اعضای رسمی معمولی و آنان که دارای مقاماتی در تمشیت امور هستند وجود دارد و نتیجه اینکه باوجود تفاوت بین این دو دسته، قبل از انتخابات هر دو از دسترسی به لیست عضویت به‌طور مساوی برخوردارند، که از جمله اینکه می‌توانند از لیست کپی بگیرند.
- رسانه‌های آزاد، روزنامه‌ها و سایتها باید نظریات اعضا را مثل انتقاد از مقامات رسمی، نمایندگان اتحادیه یا شیوه کار اتحادیه را منتشر کنند، و کاندیداهایی را که دارای امکانات ارتباطی برابر در زمینه انتشارات و وسائل ارتباط جمعی (مثل سایت، روزنامه و ایمیل) هستند را به مناظره و بحث بکشانند، تا هرکسی امکانات campaign material را خود را بروز دهد.
- تصویب عضویت، کلیه قراردادها و موافقتنامه‌های جانبی، بین اتحادیه و مدیریت باید مشروط به تصویب اعضا تحت پوشش قرارداد و با رأی‌گیری مخفی آن‌ها باشد.
- رأی‌گیری به هنگام اعتصاب:از اعضا باید نسبت به شروع اعتصاب یا برگشتن سر کار رأی‌گیری شود. و در مورد سایر امور در هنگام اعتصاب با رأی‌گیری مناسب زمان اعتصاب انجام شود نه اینکه با فشار روی اعضا از او تصویب موضوعی را مطالبه کنند..
- رأی علنی: متن کامل تغییرات پیشنهادی در قرارداد، اصلاحات، رفراندم، و غیره باید قبل از رأی‌گیری بین اعضا توزیع گردد، فرصت کافی برای بحث و تبادل نظر و تفهیم اعضا در نظر گرفته شود؛ و اتحادیه نباید عقاید کسی دربارهٔ پیشنهاد قرارداد را بلوکه کند.
- انتخاب نمایندگان: نمایندگان کارگران، نمایندگان کسبه و سایر نمایندگان (مزد بگیر یا غیر مزد بگیر) باید با رأی‌گیری مخفی انجام شود؛ و با درخواست همین اعضایی که او را انتخاب کردند باید برکنار شود. استادکاران و افراد حرفه‌ای باید نسبت به قوانین کار و سازماندهی آموزش ببینند؛ و شورای استادکاران برای پیاده کردن این آموزش‌ها کمیته تشکیل دهند.
- حق شکایت: کارگران باید کاملاً در پروسه شکایات خود شرکت کنند و از هر مرحله از شکایتی که از جانب آن‌ها صورت می‌گیرد آگاه باشند.
- دسترسی اعضا به اطلاعات: نمایندگان اتحادیه باید جهت اطلاع اعضا کلیه قراردادها و اساسنامه اتحادیه را در وبسایت اتحادیه منتشر کنند. اعضا باید به‌آسانی نسبت به اطلاعات دربارهٔ حقوق ماهانه مسؤلین، بودجه و هزینه‌ها دسترسی داشته باشند. نمایندگان باید به‌طور نوبه‌ای اعضا را دربارهٔ حقوق مدنی و محلی آن‌ها آشنا کنند و اینکه چگونه از این قوانین و امکانات آن در جریان عمل استفاده کنند.
- جلسات نوبه‌ای اتحادیه محلی باید با اعلام قبلی حداقل چهار ماه یکبار برگزار گردد. محل و تاریخ آن طوری باشد که اعضا بتوانند در جلسه شرکت کنند؛ و حدنصاب شرکت کنندگان را نباید رقم بالایی قرار داد که تشکیل جلسه را محدود کند. در جلسه باید اعضاء را به صحبت کردن تشویق کرد تا پیشنهادها و سؤالات خود را مطرح کنند؛ و جلسات کوچکتری برای بعد از جلسه بزرگ برای همه اعضاء در نظر گرفته شود.
- سازمان‌های مستقل و ارتباطات خارج از تشکیلات اتحادیه رسمی:اعضا باید حق این را داشته باشند که ارتباطات و تشکیلات مستقلی را جدای از اتحادیه رسمی با کمیته‌ها و انتشارات کاغذی و الکترونی آن را داشته باشند؛ و کاندیدهایی را برای دفاتر اتحادیه بدهند، و اتحادیه این را باید تشویق کند.
- مشارکت و برابری: در برخورد تبعیض‌آمیز بین مدیریت و اعضا باید با کلیه اعضای اتحادیه به‌آرامی رفتار کرد. کلیه قشرها، نژادها، و حرفه‌های گوناگون و زبان‌های مختلف از هر جنسی باید در مدیریت اتحادیه نمایندگی داشته باشند. انتشارات اتحادیه باید به زبان‌هایی که اعضا با آن‌ها آشنا هستند منتشر شود.
- آموزش اعضا: اتحادیه باید تمام اعضاء داوطلب را با امکانات متساوی و تشکیلاتی آموزش دهد، از جمله شرکت فعال در اتحادیه و چگونگی تشکیل شغل.
- گرچه شباهتهای سطحی بین سندیکا و فعالیت اتحادیه دیده می‌شود اما وکلای اتحادیه اشعار می‌دارند که در بسیاری از نمونه‌ها تفاوت عمیق بین این دو وجود دارد.[۴][۵]